# 固体撮像素子

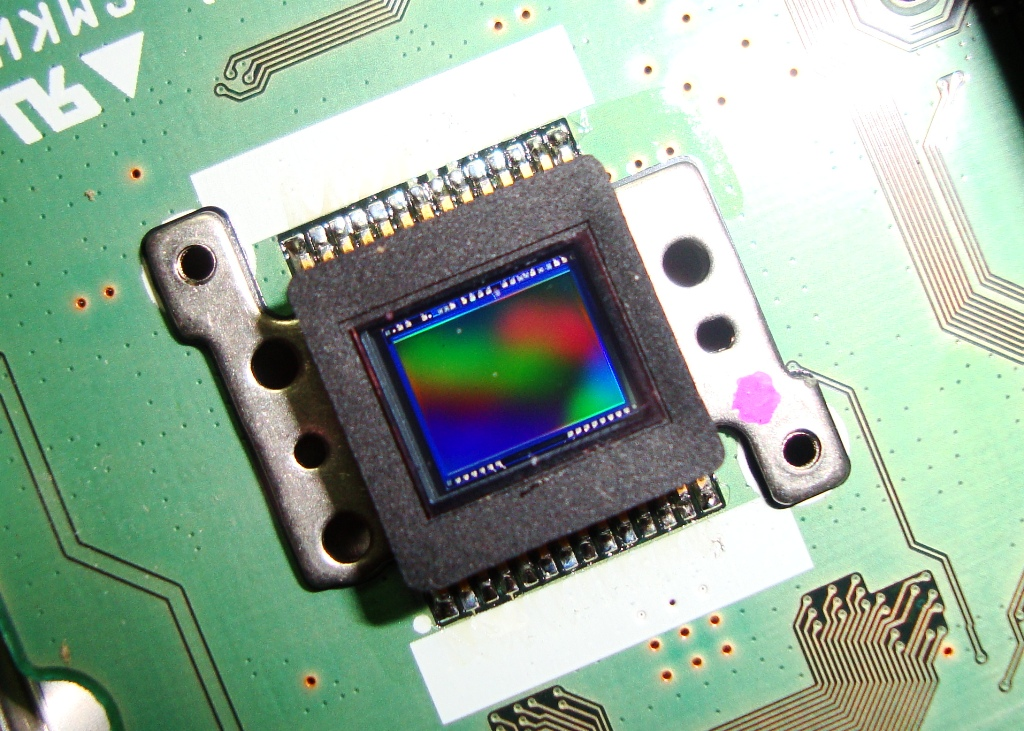
CCDイメージセンサの例

固体撮像素子（こたいさつぞうそし、英語: solid state image sensor）は、半導体素子の一種であり、平面状の基板上に微細なフォトダイオードを多数配置し、その平面にレンズなどを用いて結像することによって撮影を行う撮像素子（イメージセンサ）である。
従来の真空管の一種である撮像管に代わり、半導体（固体）の内部で起きる光電変換を利用したものであることからその名がある。

## 分類
固体撮像素子には様々な分類法があるが、一例を上げれば、材料・素子・電荷の転送方式など半導体技術や電子工学の観点からの分類、走査方式や用途からの分類、などといった分類がある。

### 半導体テクノロジによる分類
いわゆる半導体プロセス等の技術的方式からの分類である。現在、固体撮像素子の主流はCCDイメージセンサとCMOSイメージセンサである。いずれも光を検出して電荷を発生させるフォトダイオードを光電変換素子に使用するが、その構造の違いによる最も大きな特徴は、変換された電荷の転送方式が異なることである。CCDは隣同士で並んでいるセルに順番に電荷を受け渡すことで順次データを読み出す（シーケンシャルアクセス）方式のデバイスであるのに対し、CMOSセンサはメモリチップのようにロウとカラムで直接データを読み出す（ランダムアクセス）方式のデバイスであることである。構造の違いなどによる、両者の主な特徴をまとめると次のようになる。
|        | CCD                                | CMOS                                 |
| ------ | ---------------------------------- | ------------------------------------ |
| ノイズ | 増幅用のアンプがひとつのため少ない | 各フォトダイオードで増幅するため多い |
| 電源   | 高駆動電圧が必要。必要電力も高め   | 低電圧駆動が可能                     |
| 製造   | 専用プロセス要                     | 標準CMOSプロセスで対応可             |
| その他 |                                    | システムオンチップ化が可能           |

最初に実用化された固体撮像素子はCCDイメージセンサで、画質も後発のCMOSイメージセンサを凌駕していたものの、製造には専用の生産ラインが必要なため、CMOSイメージセンサと比較して2から4倍くらい高額だった。既存のCMOSプロセスを流用して製造できるCMOSイメージセンサはCCDイメージセンサよりも消費電力も少なく、原理的にスミアやブルーミングが発生しないという長所があり、高速読み出しも可能で論理回路を同一製造プロセスで組み込めることから、画像処理回路をオンチップ化して画像認識デバイス等へ応用が進み、現在ではCCDと比較して劣っていた画質も改善して上回る製品もある。

#### 有機光電変換膜
放送用テレビカメラでは撮像時の色分解にダイクロイックプリズムが使用されるが、この方法は小型化が困難なため、一般向けのビデオカメラやデジタルカメラの撮像素子ではベイヤーフィルターのようにモザイク状のカラーフィルタを配置する方法が採られている。ただし、この方式では光の利用効率が悪く、画質の面でも劣るため、これを改善する手立てとして有機光電変換膜（organic photoelectric conversion layer、OPC layer）を撮像素子に利用する方法が研究されてきた。RGB各色に反応する有機膜を3層に重ねて使用するが、対象とする色以外の光は透過するため、光の変換効率が良い。この方式の実用化には、量子効率のさらなる向上や製造上の課題が残っている。

### 配置による分類

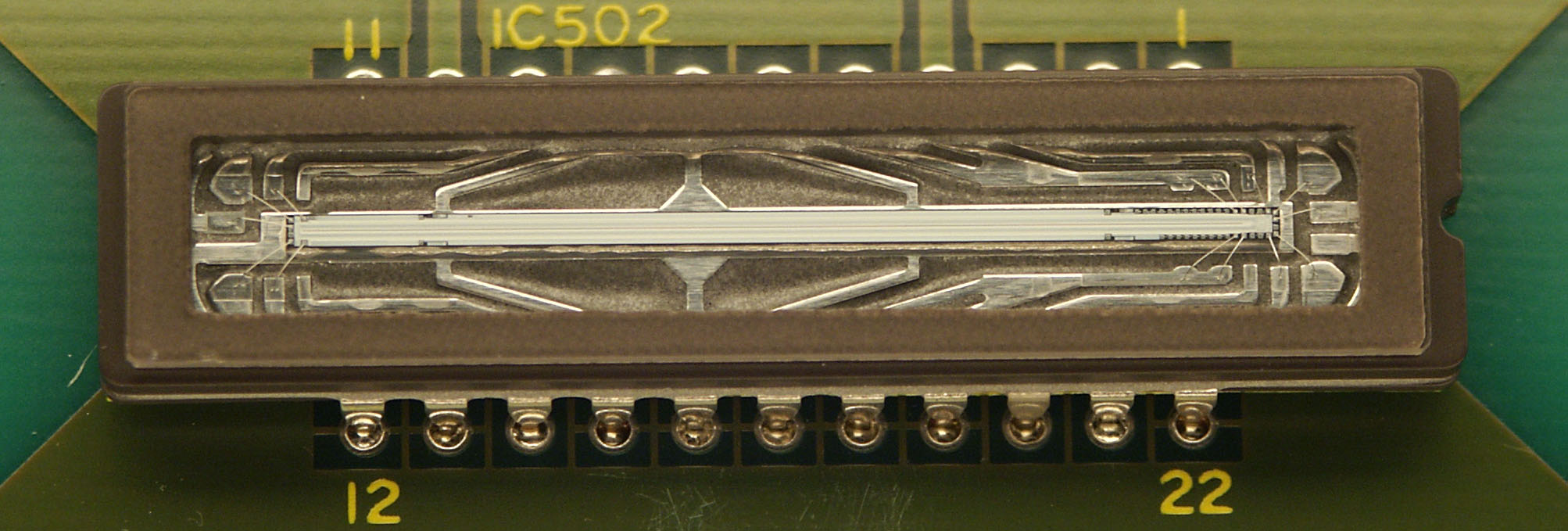
ラインセンサーの例

リニアイメージセンサ（一次元イメージセンサ、ラインイメージセンサ）と、エリアイメージセンサ（二次元イメージセンサ）に分類できる。前者が用いられている例にはファクシミリや複写機、イメージスキャナなどがあり、後者の例としてはビデオカメラやデジタルスチルカメラなどがある。
リニアイメージセンサは撮像素子を一列に配置したもので、広がりをもつ領域を撮像するには、対象物（文書など）をセンサ列と直角方向に走査（スキャン）する必要がある。対象物を移動させながらライン単位で撮影することで、一方向からでは全体を捕えられない立体物を撮影する（たとえば、円筒状の対象を回転させながら撮影）などの応用が可能である。また、エリアイメージセンサよりも高分解能を持つという特徴を生かし、ファックスなどの民生機器以外に変位センサや医療分野のスキャン装置にも応用されている。対象物自体が任意に動き回る場合の撮影には向かない。
以上は走査を前提とした応用であるが、一次元の情報のみで十分なため走査等をせず固定で利用される場合もある。銀塩カメラ時代の利用例として、オートフォーカスシステムの相関検出用に、画面中央部の横一列のパターンを取得するために使用していた。
エリアイメージセンサは一般にディジタルカメラやビデオカメラで多用されている。フォトダイオードを二次元に配列したもので、一度に一画面全体のイメージを光電変換することができ、静止画や動画などの映像を撮影するのに用いられる。

## 特殊用途のイメージセンサ
イメージセンサには、通常の映像用イメージセンサのほかに赤外線の撮像に特化したものもある。赤外線イメージセンサは霧が出ているような天候や闇夜に強いため、防衛分野や監視用カメラに利用されている。
赤外線域に感度があり、狭いバンドギャップを持つフォトトランジスタを使用するタイプの赤外線イメージセンサは高感度で分解能に優れるが、ノイズを減らすために冷却装置を必要とする。この種類の赤外線イメージセンサを量子型、または冷却の必要性から冷却型と呼ぶ。
一方、冷却を必要としない、非冷却型と呼ばれる赤外線イメージセンサも存在する。非冷却型イメージセンサには温度の変化を検出するための焦電素子や熱電対、ボロメータが使用される。温度の変化を捕えて撮像することから、前述の量子型に対して熱型とも呼ばれる。非冷却型は近年の微細加工技術の進展により実用化された。画質は一般的には量子型の方が優れている。

## その他
X線写真の撮影を目的としてフラットパネルディテクターが使用される。X線を硫酸ガドリニウムやヨウ化セシウムなどの蛍光体(シンチレータ)を入射したX線で励起して発生した光をフォトダイオードで電気信号に変換する間接変換方式と直接電気信号に変換する直接変換方式があり、どちらも原理的にはCMOSイメージセンサと共通する点があり、TFT液晶で培われた製造技術が応用されている。

## 用途
- デジタルカメラ
- ビデオカメラ
- 監視カメラ
- 水中カメラ
- 3Dスキャナ
- カプセル内視鏡
- 携帯式防空ミサイルシステム